# Vukosavci (Bośnia i Hercegowina)
Vukosavci (cyr. Вукосавци) – wieś w Bośni i Hercegowinie, w Republice Serbskiej, w gminie Lopare. W 2013 roku liczyła 362 mieszkańców.